# 内田裕也
内田裕也（日语：／ Uchida Yuya，1939年11月17日—2019年3月17日），日本歌手和演员。在众多电影中出演角色，例如大岛渚的《俘虏》和《黑雨》。

## 生平
1939年出生于兵库县西宫市，17岁辍学，1957年开始音乐生涯。在甲壳虫乐队1966年日本巡游演出后和约翰·列侬成为朋友。1969年组建自己的乐队。1977年曾被捕入狱。
2019年3月17日，距妻子树木希林病逝半年後逝世，享年79岁。

## 个人生活
1973年和演员树木希林结婚，女儿是内田也哉子，女婿是本木雅弘，長孙內田雅樂(UTA)，孫女是内田伽罗，小孫子叫做玄兔。